# Паркер Льюіс не може програти
Телесеріал/Телебачення
Паркер Льюіс не може програти — американський серіал з 3-х сезонів режисера Брайана Спайсера, Роба Боумена і Ларрі Шоу.

## Опис
Паркер Льюіс — підліток, який не губиться ні в якій ситуації. Він симпатичний, популярний і завжди намагається уникати неприємностей — його девіз: «Ніяких проблем». Це не означає, що проблеми не знаходять його. Єдиний ворог — його керівник Грейс Муссо, головна мета в житті якої відрахувати Паркера зі школи. У хлопця є молодша сестра Шеллі, яка постійно розпускає плітки про брата, і найкращі друзі Мікі Ренделл і Джеррі Стейнер.

## Актори
- Корін Немец
- Біллі Джейн
- Трой В. Слейтен
- Мелані Чартофф
- Майа Брутон
- Абрахам Бенрубі
- Тадж Джонсон
- Сьюзі Броад
- Тімоті Стек
- Дженніфер Гатрі
- Мілла Йовович